# Odontopera stictoneura
Odontopera stictoneura är en fjärilsart som beskrevs av Louis Beethoven Prout 1917. Odontopera stictoneura ingår i släktet Odontopera och familjen mätare. Inga underarter finns listade i Catalogue of Life.